# Polisportiva Sassari Torres 2000-2001
Questa voce raccoglie le informazioni riguardanti la Polisportiva Sassari Torres nelle competizioni ufficiali della stagione 2000-2001.

## Rosa
| N. |                   | Ruolo | Calciatore             |
| -- | ----------------- | ----- | ---------------------- |
|    | Italia (bandiera) | A     | Fabio Amoruso (III)    |
|    | Italia (bandiera) | C     | Luca Amoruso (II)      |
|    | Italia (bandiera) | C     | Roberto Bagatti        |
|    | Italia (bandiera) | C     | Francesco Campolattano |
|    | Italia (bandiera) | D     | Riccardo Castagna      |
|    | Italia (bandiera) | D     | Riccardo Chechi        |
|    | Italia (bandiera) | D     | Massimo De Amicis      |
|    | Italia (bandiera) | C     | Stefano De Angelis     |
|    | Italia (bandiera) | P     | Severo De Felice       |
|    | Italia (bandiera) | C     | Pietro Garau           |
|    | Italia (bandiera) | C     | Simone Guarneri        |
|    | Italia (bandiera) | C     | Ididoro Izzo           |
|    | Grecia (bandiera) | A     | Theofilos Karasavvidīs |
|    | Italia (bandiera) | C     | Luca Lacrimini         |
|    | Italia (bandiera) | A     | Antonio Langella       |

| N. |                   | Ruolo | Calciatore              |
| -- | ----------------- | ----- | ----------------------- |
|    | Italia (bandiera) | C     | Fabio Levacovich        |
|    | Italia (bandiera) | C     | Gaetano Lo Nero         |
|    | Italia (bandiera) | C     | Giovanni Lo Russo       |
|    | Italia (bandiera) | D     | Lorenzo Lungheu         |
|    | Italia (bandiera) | D     | Rudy Nicoletto          |
|    | Italia (bandiera) | D     | Luca Panetto            |
|    | Italia (bandiera) | P     | Salvatore Pinna         |
|    | Italia (bandiera) | A     | Giovanni Piredda        |
|    | Italia (bandiera) | D     | Andrea Polizzano        |
|    | Italia (bandiera) | C     | Vito Redavid            |
|    | Italia (bandiera) | C     | Omar Rivolta            |
|    | Italia (bandiera) | C     | Luca Rusani             |
|    | Grecia (bandiera) | A     | Eleftherios Tzivanachis |
|    | Italia (bandiera) | A     | Stefano Udassi          |
|    | Italia (bandiera) | P     | Filippo Zani            |

## Risultati

### Campionato

#### Girone di andata
| 3 settembre 2000 1ª giornata | Lodigiani | 3 – 2 | Torres |  |

| 10 settembre 2000 2ª giornata | Torres | 1 – 1 | Atletico Catania |  |

| 17 settembre 2000 3ª giornata | L'Aquila | 2 – 0 | Torres |  |

| 24 settembre 2000 4ª giornata | Torres | 2 – 1 | Giulianova |  |

| 1º ottobre 2000 5ª giornata | Fermana | 3 – 0 | Torres |  |

| 8 ottobre 2000 6ª giornata | Torres | 2 – 2 | Avellino |  |

| 15 ottobre 2000 7ª giornata | Sporting Benevento | 0 – 0 | Torres |  |

| 22 ottobre 2000 8ª giornata | Torres | 2 – 0 | Fidelis Andria |  |

| 29 ottobre 2000 9ª giornata | Messina | 2 – 3 | Torres |  |

| 5 novembre 2000 10ª giornata | Torres | 1 – 1 | Viterbese |  |

| 19 novembre 2000 11ª giornata | Palermo | 1 – 1 | Torres |  |

| 26 novembre 2000 12ª giornata | Torres | 2 – 1 | Savoia |  |

| 3 dicembre 2000 13ª giornata | Nocerina | 3 – 1 | Torres |  |

| 10 dicembre 2000 14ª giornata | Torres | 3 – 0 | Catania |  |

| 17 dicembre 2000 15ª giornata | Vis Pesaro | 2 – 1 | Torres |  |

| 23 dicembre 2000 16ª giornata | Torres | 4 – 2 | Ascoli |  |

| 7 gennaio 2001 17ª giornata | Castel di Sangro | 1 – 2 | Torres |  |

#### Girone di ritorno
| 14 gennaio 2001 18ª giornata | Torres | 1 – 1 | Lodigiani |  |

| 21 gennaio 2001 19ª giornata | Atletico Catania 3000 | 2 – 3 | Torres |  |

| 28 gennaio 2001 20ª giornata | Torres | 1 – 1 | L'Aquila |  |

| 4 febbraio 2001 21ª giornata | Giulianova | 3 – 1 | Torres |  |

| 11 febbraio 2001 22ª giornata | Torres | 0 – 0 | Fermana |  |

| 18 febbraio 2001 23ª giornata | Avellino | 2 – 1 | Torres |  |

| 25 febbraio 2001 24ª giornata | Torres | 1 – 0 | Sporting Benevento |  |

| 4 marzo 2001 25ª giornata | Fidelis Andria | 1 – 1 | Torres |  |

| 11 marzo 2001 26ª giornata | Torres | 2 – 0 | Messina |  |

| 18 marzo 2001 27ª giornata | Viterbese | 1 – 2 | Torres |  |

| 25 marzo 2001 28ª giornata | Torres | 3 – 0 | Palermo |  |

| 8 aprile 2001 29ª giornata | Intersavoia | 1 – 1 | Torres |  |

| 14 aprile 2001 30ª giornata | Torres | 2 – 2 | Nocerina |  |

| 22 aprile 2001 31ª giornata | Catania | 2 – 0 | Torres |  |

| 29 aprile 2001 32ª giornata | Torres | 3 – 1 | Vis Pesaro |  |

| 6 maggio 2001 33ª giornata | Ascoli | 2 – 1 | Torres |  |

| 13 maggio 2001 34ª giornata | Torres | 5 – 1 | Castel di Sangro |  |